# José Vivenes
José Vivenes (1977, Maturín, Venezuela) es un artista plástico venezolano ganador del premio Eladio Alemán Sucre (2006) y del primer lugar en el Concurso de arte contemporáneo «La trayectoria inédita» con su obra Hartazgo de la fauna (2021). Actualmente reside en Caracas, Venezuela.

## Biografía
José Vivenes nació en la ciudad de Maturín, estado Monagas, Venezuela en el año 1977. Realizó sus primeros estudios en su ciudad natal, hasta su traslado a Caracas en el año 1998, donde realiza sus estudios superiores en el Instituto Universitario de Estudios Superiores de Artes Plásticas Armando Reverón, en el que recibe, con honores, el título de Licenciado en Artes, mención Pintura, en el año 2004. También ha incursionado en diversos diplomados como el de Artes occidentales en el Centro de Estudios Latinoamericanos Arturo Uslar Pietri realizado en la Universidad Metropolitana. Asimismo, durante su período académico, sus obras formaron parte de distintas exposiciones colectivas en la Galería de arte nacional (2003) con Venezuela, naturaleza abierta en el primer y segundo encuentro del Salón ExxonMobil de Venezuela, así también en el año 2004 en los salones XXIX Salón Nacional de Arte Aragua en el Museo de Arte Contemporáneo Mario Abreu en Maracay, estado Aragua y en el LXII Salón Nacional de Arte Arturo Michelena en el Ateneo de Valencia, ubicado en el estado Carabobo.
Su trabajo durante y después de su período académico ha sido premiado en diversas celebraciones que se llevaron a cabo en el territorio venezolano, como en la IX Regional de Jóvenes Artistas, realizado en Barcelona, en la Escuela de Artes Plásticas Armando Reverón en el año 2003. También, en el año 2002 recibió el premio Mario Abreu, galardonado en el XXVII Salón Nacional de Arte Aragua en el Museo de Arte Contemporáneo Mario Abreu de Maracay, estado Aragua. Más recientemente, expone en los espacios Organización Nelson Garrido (ONG) su obra Felonía (2019), en el Centro de Arte Los Galpones ubicado en Caracas y, más tarde, en el concurso de arte contemporáneo «La trayectoria inédita», que se llevó a cabo en el año 2021.

## Obras y estilo
La obra de José Vivenes se interesa por retratar la circunstancia social de su país, siendo lo geográfico un espacio que se ofrece a través de sus pinturas. Vivenes señala que pretende representar, sin sumergirse al mundo del proselitismo, un espacio para reflexionar sobre cómo muta el «salvaje que habita en cada uno» ante las situaciones. En su obra se interesa por las máscaras que señala: «todos poseemos». Por tanto, su trabajo parte de una investigación del mundo que lo rodea. En su obra Hartazgo de la fauna, el autor realiza un collage donde expone una sátira de la historia, con el propósito de mostrar la naturaleza salvaje, inerte en los humanos.

## Distinciones
- Premio Mejor Obra, V Bienal Jóvenes valores de Oriente, Galería Galeón, Porlamar, estado Nueva Esparta (1998).
- Bolsa de Trabajo Francisco Miranda, I Salón de Arte ExxonMobil de Venezuela, Museo sacro de Caracas, Caracas (2001).
- Premio Mario Abreu, XXVII Salón Nacional de Arte Aragua, Museo de Arte Contemporáneo Mario Abreu, Maracay, estado Aragua (2002).
- Gran Premio, IX Regional de Jóvenes Artistas, Escuela de Artes Plásticas armando Reverón, Barcelona, Estado Anzoátegui (2003).
- Premio “Eladio Aleman Sucre”, LXIII Salón Nacional de Arte Arturo Michelena, Ateneo de Valencia, Valencia, estado Carabobo. (2006).[11]
- Mención honorífica de la decimotercera edición de los premios Eugenio Mendoza (2015).[12][13]
- Primer lugar en el concurso La trayectoria inédita en Caracas, Venezuela (2021).[14]